# Erster Arbeitsmarkt
Als erster Arbeitsmarkt wird der reguläre Arbeitsmarkt bezeichnet. Auf  diesem Arbeitsmarkt bestehen Arbeits- und Beschäftigungsverhältnisse ohne Zuschüsse oder sonstige Maßnahmen der aktiven Arbeitsmarktpolitik auf Basis der freien Wirtschaft. Es werden keine staatlichen Leistungen seitens der Arbeitgeber oder Arbeitnehmer empfangen.
Der erste Arbeitsmarkt entsteht durch Arbeits- und Beschäftigungsverhältnisse der freien Wirtschaft sowie Inklusionsbetriebe nach § 215 SGB IX oder Selbsthilfefirmen.

## Schwierigkeiten
Für bestimmte Betroffene, die es sehr schwer haben, am ersten Arbeitsmarkt Fuß zu fassen, kann die aktive Arbeitsmarktpolitik nur unzureichend Erfolge erzielen.

### Menschen mit Behinderungen
Durch das Arbeiten in Selbsthilfefirmen des ersten Arbeitsmarktes wie den CAP-Märkten soll interaktiv das gegenseitige Verständnis für die unterschiedlichen Perspektiven, aber auch Anforderungen gefördert werden, gleichzeitig aber auch für eine bessere finanzielle Stellung der Betroffenen sorgen. Auf dem zweiten Arbeitsmarkt sind die Bezüge nur ein Bruchteil dessen, was in der Freien Wirtschaft zu verdienen ist. Diese höheren Bezüge haben auch eine höhere Kaufkraft durch Menschen mit Behinderungen zur Folge.

### Kranke
Für Menschen mit psychischen, psychiatrischen und neurologischen Erkrankungen sind besondere Maßnahmen wie Jobcoaching erforderlich.

### Aktueller Status
Derzeit werden noch eine große Anzahl Arbeitsverhältnisse mit Menschen mit Behinderungen gleich welcher Art und welchen Grades auf dem zweiten Arbeitsmarkt geschlossen, mit niedrigen Verdienstmöglichkeiten und dafür aber der Sicherheit, praktisch unkündbar zu sein. Denn bei Menschen mit Behinderungen gilt ein besonders scharfes Kündigungsrecht, welches Kündigungen aus betriebs- oder verhaltensbedingten Gründen erschwert. Lediglich außerordentliche (fristlose) Kündigungen aus wichtigem Anlass fallen nicht darunter.